# バプティスト・ノエル (第4代ゲインズバラ伯爵)
第4代ゲインズバラ伯爵バプティスト・ノエル（英語: Baptist Noel, 4th Earl of Gainsborough、1708年 – 1751年3月21日）は、イギリスの貴族。1708年から1714年までカムデン子爵の儀礼称号を使用した。トーリー党所属。

## 生涯
第3代ゲインズバラ伯爵バプティスト・ノエルとドロシー・マナーズ（Dorothy Manners、1681年9月13日 – 1739年4月27日、初代ラトランド公爵ジョン・マナーズの娘）の息子として、1708年に生まれた。1714年4月17日に父が死去すると、ゲインズバラ伯爵の爵位を継承した。1718年よりイートン・カレッジで教育を受けた後、1724年2月26日にケンブリッジ大学セント・ジョンズ・カレッジに入学した。
1728年、領地の猟場番人ウィリアム・チャップマンの娘エリザベス・チャップマン（Elizabeth Chapman、1707年頃 – 1771年12月13日）と結婚した。ゲインズバラ伯爵が結婚した時点では厳密には未成年である上、猟場番人の娘との結婚であるためか、この結婚は1736年にようやく公表された。2人は3男8女をもうけた。
- バプティスト（1740年 – 1759年） - 第5代ゲインズバラ伯爵
- ヘンリー（1743年 – 1798年） - 第6代ゲインズバラ伯爵
- チャールズ - 早世
- エリザベス - 早世
- ジェーン - 1754年10月8日、ジェラード・アン・エドワーズ（Gerard Anne Edwades、1734年3月28日洗礼 – 1773年10月29日）と結婚、子供あり
- ジュリアナ（1760年12月18日没） - 1760年2月7日、第3代カーベリー男爵ジョージ・エヴァンスと結婚、子供あり
- ペネロープ（Penelope） - 早世
- ルーシー - 1765年、第2代準男爵サー・ホレイショ・マン（英語版）と結婚、子供あり
- メアリー - 早世
- スザンナ - 早世
- ソフィア - クリストファー・ネヴィル（Chirstopher Nevile、1829年没）と結婚、子供あり

1730年1月23日に貴族院に初登院、1749年3月17日が最後の登院となった。

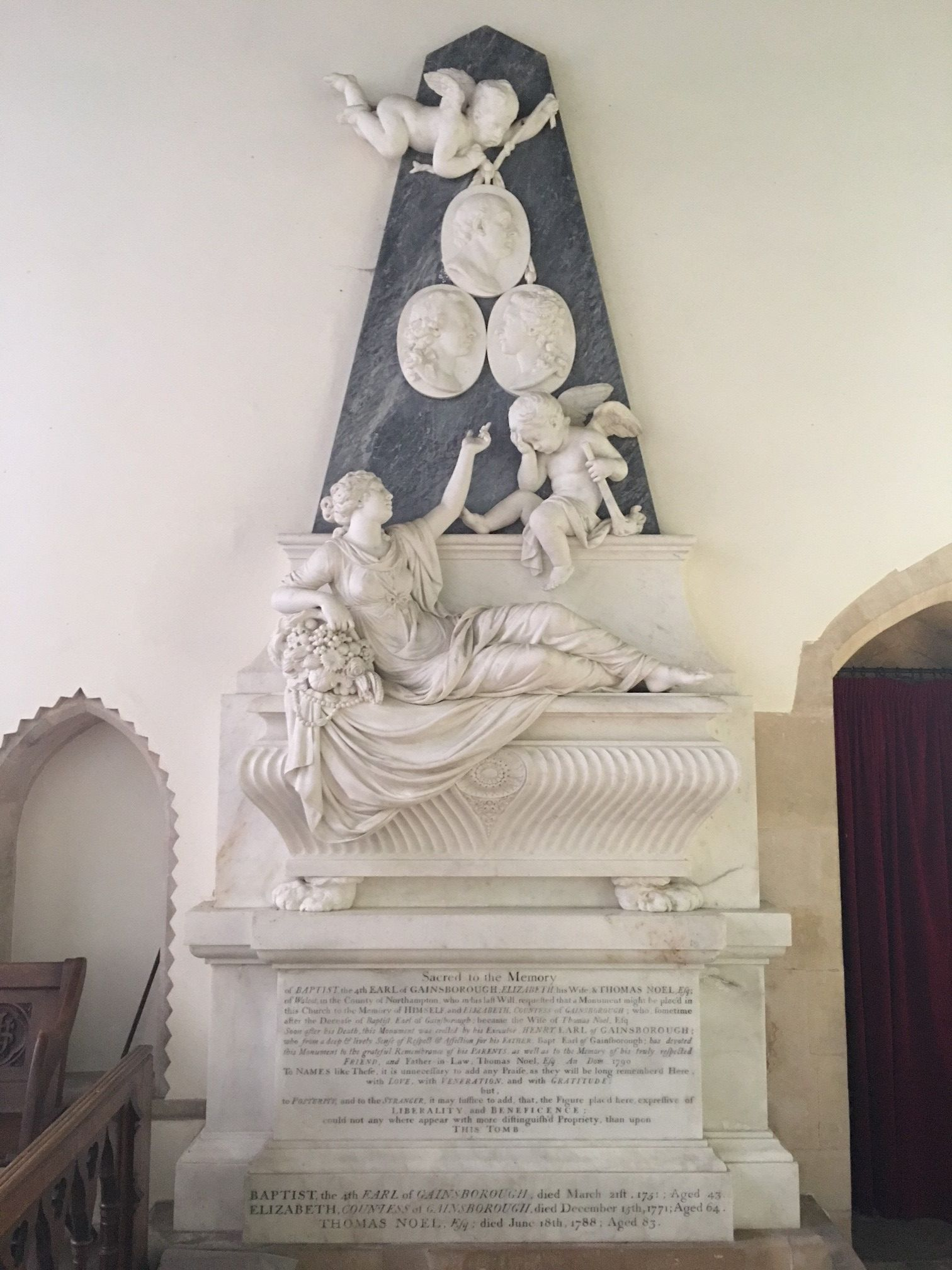
エクストンの教会にある、第4代ゲインズバラ伯爵の記念碑

1751年3月21日にエクストンで死去、4月18日に同地で埋葬された。息子バプティストが爵位を継承した。